# Tunnel Lewin
Der Tunnel Lewin (deutsch: historisch Galgenbergtunnel, polnisch Tunel Lewiński, auch Tunel kolejowy pod Szubieniczną) ist ein eingleisiger Eisenbahntunnel auf der Bahnstrecke Kłodzko–Kudowa Zdrój (bis 1945: Glatz–Bad Kudowa) im Lewiner Bergland. Er ist der kürzeste Eisenbahntunnel in Polen.

## Geschichte
Die Bahnstrecke wurde in den Jahren 1904 und 1905 gebaut. Der Tunnelbau wurde allerdings bereits im Jahr 1903 begonnen und genauso wie der acht Kilometer entfernte Ratschenbergtunnel von Baumeister Riebensahm und Direktor Saliger verantwortet. Im Oktober 1904 war der Tunnel bis auf die Wölbung bereits fertiggestellt. Die Eröffnung durch die Preußischen Staatseisenbahnen erfolgte am 10. Juli 1905.

## Beschreibung
Der Galgenbergtunnel befindet sich zwischen den Bahnhöfen von Lewin Kłodzki (Lewin) und Jeleniów (Gellenau) und führt die Bahnstrecke auf den Streckenkilometern von 38,73 bis 38,81 durch den Galgenberg (Szubieniczna, 502 m). Der Tunnel musste gebaut werden, weil die Bahnstrecke aufgrund der großen Höhendifferenz zwischen dem nördlich von Lewin gelegenen Sindermannsberg (Lewińska Czuba, 556 m, Überquerung auf 530 m) und dem Bahnhof westlich des Ortes Lewin (440 m über dem Meeresspiegel) ein zu starkes Gefälle gehabt hätte. Da die maximal zulässige Neigung für Adhäsionsbahnen 1:40 beträgt, musste die Strecke in großen Schleifen nach Westen über den Schlossberg (Gródek) und den Birken-Busch (Brzeziniec) zum Galgenberg (nordwestlich von Lewin) geführt werden, den sie auf 458 m über dem Meeresspiegel durchquert. Um den Höhenunterschied zum Ort auszugleichen, war es zudem notwendig, das Bystra-Tal bei Lewin mit dem Eisenbahnviadukt Lewin Kłodzki zu überqueren.

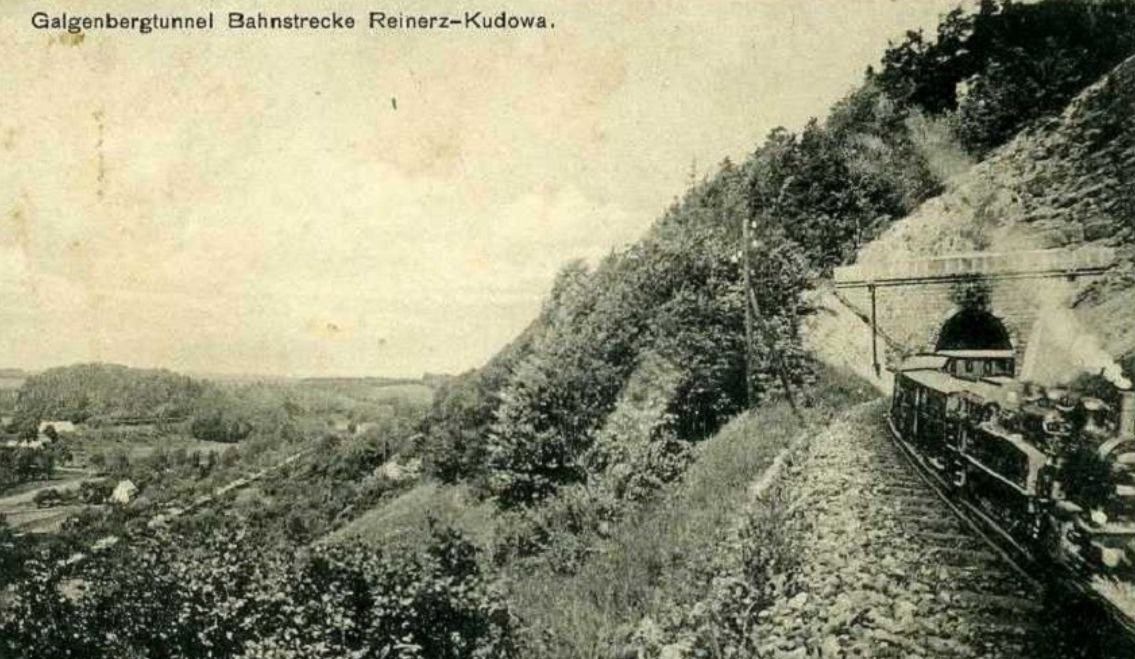
Galgenbergtunnel